# Thom Hartmann
Thomas Carl "Thom" Hartmann (7 de maig 1951) Escriptor, comentarista polític i director d'un dels programes de ràdio progressistes amb més audiència dels EUA.
Comentarista polític, Thom Hartmann és autor de més de 20 llibres, que han estat traduïts a 17 idiomes, guardonats amb premis com el Project Censored Award i han estat llistats com a èxit de vendes al New York Times. El seu llibre The Last Hours of Ancient Sunlight va ser la inspiració per a la pel·lícula de Leonardo DiCaprio The 11th Hour, on en Hartmann és entrevistat. També és director i locutor del programa de ràdio progressista amb més audiència dels EUA, amb una emissió diària de tres hores i que es pot escoltar a Àfrica i a Europa.

## Publicacions
- 1992 (first edition):  ADD: A Different Perception.  Underwood Books. ISBN 1-887424-14-8.Underwood Books. ISBN 1-887424-14-8.
- 1993:  The Best of the Desktop Publishing Forum on CompuServe.  Peachpit Press. ISBN 1-56609-064-4.Peachpit Press. ISBN 1-56609-064-4.
- 1994:  ADHD Secrets of Success: Coaching Yourself to Fulfillment in the Business World.  Select Books. ISBN 1-59079-017-0.Select Books. ISBN 1-59079-017-0.
- 1994:  Focus Your Energy: Hunting for Success in Business.  Pocket Books. ISBN 0-671-51689-2.Pocket Books. ISBN 0-671-51689-2.
- 1995:  ADD Success Stories.  Underwood Books. ISBN 1-887424-03-2.Underwood Books. ISBN 1-887424-03-2.
- 1996:  Beyond ADD.  Underwood Books. ISBN 1-887424-12-1.Underwood Books. ISBN 1-887424-12-1.
- 1996:  Think Fast!.  Underwood Books. ISBN 1-887424-08-3.. Underwood Books. ISBN 1-887424-08-3. by Thom Hartmann and Jane Bowman, with Susan Burgess
- 1998:  Healing ADD.  Underwood Books. ISBN 1-887424-37-7.Underwood Books. ISBN 1-887424-37-7.
- 2000:  Thom Hartmann's Complete Guide to ADHD: Help for Your Family at Home, School and Work.  Underwood Books. ISBN 1-887424-52-0.Underwood Books. ISBN 1-887424-52-0.
- 2000:  The Greatest Spiritual Secret of the Century.  Hampton Roads. ISBN 1-57174-166-6.Hampton Roads. ISBN 1-57174-166-6.
- 2003:  The Edison Gene.  Park Street Press. ISBN 0-89281-128-5.Park Street Press. ISBN 0-89281-128-5.
- 2004:  What Would Jefferson Do?.  Harmony Books. ISBN 1-882109-38-4.Harmony Books. ISBN 1-882109-38-4.
- 2004:  We the People: A Call to Take Back America.  Coreway Media, Inc.. ISBN 1-4000-5208-4.Coreway Media, Inc. ISBN 1-4000-5208-4.
- 2004 (revised ed.):  Unequal Protection.  Rodale Books. ISBN 1-57954-955-1.Rodale Books. ISBN 1-57954-955-1.
- 2004 (revised ed. – first ed. 1998):  The Prophet's Way.  Park Street Press. ISBN 0-89281-198-6.Park Street Press. ISBN 0-89281-198-6.
- 2004 (revised ed. – first ed. 1997):  Last Hours of Ancient Sunlight.  Three Rivers Press. ISBN 1-4000-5157-6.Three Rivers Press. ISBN 1-4000-5157-6.
- 2005:  Ultimate Sacrifice: John and Robert Kennedy, the Plan for a Coup in Cuba, and the Murder of JFK.  Carroll & Graf. ISBN 0-7867-1441-7.Carroll & Graf. ISBN 0-7867-1441-7. by Lamar Waldron, with Thom Hartmann
- 2006:  Screwed: The Undeclared War Against The Middle Class and What We Can Do About It.  Berrett-Koehler. ISBN 1-57675-414-6.ISBN 1-57675-414-6.
- 2006:  Walking Your Blues Away: Practical Bilateral Therapies for Healing the Mind and Optimizing Emotional Well-Being.  Park Street Press. ISBN 1-59477-144-8.Park Street Press. ISBN 1-59477-144-8.
- 2007:  Cracking The Code: How to Win Hearts, Change Minds, and Restore America's Original Vision.  Berrett-Koehler. ISBN 978-1-57675-458-0.Berrett-Koehler. ISBN 978-1-57675-458-0.
- 2008:  Legacy of Secrecy: The Long Shadow of the JFK Assassination (by Lamar Waldron with Thom Hartmann).  Counterpoint. ISBN 1-58243-535-9.Counterpoint. ISBN 1-58243-535-9.
- 2009:  Threshold: The Crisis of Western Culture.  Viking. ISBN 0-670-02091-5.Viking. ISBN 0-670-02091-5.
- 2010 (second edition):  Unequal Protection: How Corporations Became "People" – And How You Can Fight Back.  Berrett-Koehler. ISBN 1-60509-559-1.Berrett-Koehler. ISBN 1-60509-559-1.
- 2011:  Rebooting the American Dream: 11 Ways to Rebuild Our Country.  Berrett-Koehler. ISBN 978-1-60509-706-0.Berrett-Koehler. ISBN 978-1-60509-706-0.
- 2013:  The Crash of 2016: The Plot to Destroy America—and What We Can Do to Stop It.
- 2013:  The Last Hours of Humanity: Warming the World to Extinction.  Waterfront Digital Press. ISBN 978-1-939116-47-5.Waterfront Digital Press. ISBN 978-1-939116-47-5.